# Батхалга
Батхалга (також Байлінмяо, від кит. 百灵庙镇, пін. Băilíngmiào Zhèn) — містечко у КНР, адміністративний центр хошуну Дархан-Мумінган автономії Внутрішня Монголія.

## Географія
Батхалга розташовується в горах Їньшань, лежить на Монгольському плато.

### Клімат
Містечко знаходиться у зоні, котра характеризується кліматом помірних степів. Найтепліший місяць — липень із середньою температурою 20 °C (68 °F). Найхолодніший місяць — січень, із середньою температурою -15 °С (5 °F).
| Клімат Батхалги         | Клімат Батхалги | Клімат Батхалги | Клімат Батхалги | Клімат Батхалги | Клімат Батхалги | Клімат Батхалги | Клімат Батхалги | Клімат Батхалги | Клімат Батхалги | Клімат Батхалги | Клімат Батхалги | Клімат Батхалги | Клімат Батхалги |
| Показник                | Січ.            | Лют.            | Бер.            | Квіт.           | Трав.           | Черв.           | Лип.            | Серп.           | Вер.            | Жовт.           | Лист.           | Груд.           | Рік             |
| Середній максимум, °C   | −7              | −3              | 4               | 13              | 20              | 25              | 27              | 25              | 19              | 12              | 2               | −5              | 11              |
| Середня температура, °C | −15             | −11             | −3              | 5               | 13              | 18              | 20              | 18              | 12              | 4               | −5              | −12             | 3               |
| Середній мінімум, °C    | −21             | −19             | −10             | −1              | 5               | 10              | 14              | 12              | 5               | −1              | −11             | −19             | −3              |
| Норма опадів, мм        | 2               | 4               | 4               | 9               | 16              | 31              | 70              | 73              | 30              | 13              | 5               | 2               | 257             |
| ----------------------- | --------------- | --------------- | --------------- | --------------- | --------------- | --------------- | --------------- | --------------- | --------------- | --------------- | --------------- | --------------- | --------------- |
| Джерело: Weatherbase    |                 |                 |                 |                 |                 |                 |                 |                 |                 |                 |                 |                 |                 |